# Кориканча
Храм Корика́нча (кечуа Qurikancha, букв. «Золотой храм», изначально кечуа Intikancha, букв. «Храм солнца») — был важнейшим храмом Империи Инков, сооружённым в доинкские времена и использованным инками. Посвящался высшему божеству инков - богу солнца Инти. В инкские времена стены и пол храма были украшены золотыми пластинами, во дворе находились золотые статуи. Когда испанцы захватили в плен Атауальпу и он предложил выкуп золотом и серебром, большинство золота было доставлено из Кориканчи.   
Разрушен после вторжения конкистадоров. В настоящее время в центре города Куско в Перу сохранились руины храма. После сильного землетрясения в 1650 г. над ними был надстроен Собор Санто-Доминго (Святого Доминика). Четыре прежних помещения храма были использованы под монастырь. Сильное землетрясение в 1950 г. повредило собор и обнажило некоторые руины инкского храма. Неподалёку располагается подземный археологический музей, в котором находится множество экспонатов, включая мумии, образцы тканей, идолы.

## Галерея
- Кориканча
- Перестроенные остатки стен храма Кориканча в соборе Санто-Доминго в г. Куско
- Стена храма Кориканча времён инков, встроенная в собор Санто-Доминго
- Деталь наружной стены
- Кориканча — вид с реки
- Деталь потолка храма
- Компьютерная реконструкция стен времён инков
- Кориканча в 1950 году
- Кориканча. Рисунки в стиле Куско

### Статьи
- Куприенко C. А., Ракуц Н. В. К вопросу о реформировании культа и храмового хозяйства в инкской империи (Перу, XV в.) // Латинская Америка : журнал. — М., 2013. — Вып. 4. — С. 72—82. — ISSN 0044-748X.